# Abella (cognome)
Abella è un cognome di lingua sarda.

## Varianti
Il cognome non presenta varianti.

## Origine e diffusione
Cognome tipicamente sardo, è presente prevalentemente a Cagliari e Alghero.
Potrebbe derivare dal cognome catalano Abella.